# Lymantria akemii
Lymantria akemii este o specie de molii din genul Lymantria, familia Lymantriidae, descrisă de Alexander Schintlmeister Conform Catalogue of Life specia Lymantria akemii nu are subspecii cunoscute.